# María Antonieta Cámpoli
María Antonieta Cámpoli Prisco (sinh ngày 9 tháng 10 năm 1955 tại Ý) gốc Venezuela, là chủ nhân giải thưởng của cuộc thi Hoa hậu Venezuela năm 1972.

## Tiểu sử
Maria Antonietta Cámpoli sinh ra ở Isola del Liri (một thành phố cổ của Latium, nằm cách Rome gần 100 km về phía nam) vào năm 1955, nhưng sau 3 năm, gia đình bà chuyển đến sống ở Caracas nơi bà lớn lên. Năm 17 tuổi, bà được bầu làm Hoa hậu Venezuela. Nhưng có một vụ bê bối lớn khi tuổi của bà được chính thức biết đến, bởi vì theo luật, bà không được phép tham gia khi dưới 18 tuổi ("menor de edad") và ngoài ra bà không được sinh ra ở Venezuela. Chính tổng thống Rafael Caldera đã cho phép bà duy trì danh hiệu ngay cả khi bà là "người Venezuela khi sinh", bởi vì bà đã chuyển đến Venezuela khi bà chưa đầy năm tuổi. Sau đó, cô đến Puerto Rico với tư cách là Hoa hậu Venezuela trong cuộc thi Hoa hậu Hoàn vũ cùng năm.
Bà là chủ nhân của Hoa hậu Venezuela năm 1972, và là đại diện chính thức của Venezuela tham dự cuộc thi Hoa hậu Hoàn vũ năm 1972 được tổ chức tại Dorado, Puerto Rico, vào ngày 29 tháng 7 năm 1972; khi bà giành được danh hiệu Á hậu 2.
Maria Antonietta Campoli tốt nghiệp chuyên ngành kiến trúc sư và kết hôn hai lần. Từ người chồng thứ hai, bà có một cô con gái, Maria Mercedes.

## liên kết ngoài
- Trang web chính thức của Hoa hậu Venezuela
- Trang web chính thức của Hoa hậu Hoàn vũ